# Ophiomorus tridactylus
Ophiomorus tridactylus — вид сцинкоподібних ящірок родини сцинкових (Scincidae). Мешкає в Ірані, Пакистані і Афганістані.

## Поширення і екологія
Ophiomorus tridactylus мешкають в басейні річки Гільменд в Афганістані, Ірані і Пакистані (північний Белуджистан). Вони живуть в пустелях, серед піщаних дюн, на висоті від 500 до 1500 м над рівнем моря.